# Притча про неплідну смоковницю

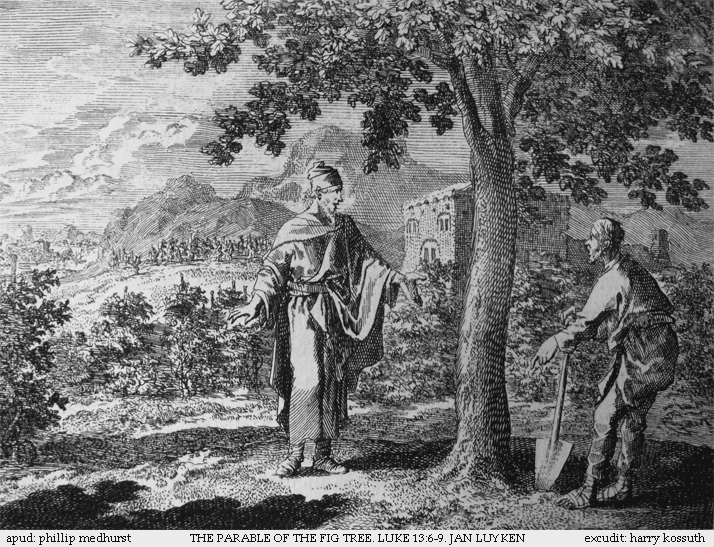
Гравюра Яна Люйкена, Болтон, Англія.

Притча про неплідну смоковницю (або Притча про неплідне фігове дерево) - одна з притч Ісуса Христа, що міститься в Новому Завіті Євангелії від Луки. У ній розповідається про смоковницю, що росте у винограднику, яка третій рік не приносила плоду і господар виноградника хотів зрубати її:

## Текст притчі
| " | 6 І Він розповів оцю притчу: «Один чоловік у своїм винограднику мав поса́джене фіґове дерево. І прийшов він шукати на ньому плоду, але не знайшов. 7 І сказав винаре́ві: «Оце́ третій рік, відко́ли прихо́джу шукати плоду на цім фіґовім дереві, але не знахо́джу; зрубай його, — нащо й землю марну́є воно?» 8 А той йому в відповідь каже: «Позостав його, пане, і на цей рік, аж поки його обкопа́ю довко́ла, і обкладу його гноєм, — 9 чи року наступного пло́ду не вродить воно. Коли ж ні, то зрубаєш його». (Лк 13:6-9) | " |

## Значення образів
Святитель Феофілакт Болгарський, розмірковуючи про притчу, дає наведеним у ній образам такі значення:
- «Смоковниця» - народ юдейський, що виробляє тільки гірке листя, а плодів не приносить; все людство та кожна людина.
- «Виноградник» - церква юдейська; Церква; світ, земне життя.
- «Пан, домоволодарю» — Бог, який приходив і шукав (в юдеях) плоду віри і добрих справ, але не знайшов. Приходив Він по три терміни: раз через Мойсея, в інший через пророків, а в третій сам особисто. По три рази Бог шукав плоду в роді нашому (людському), і (тричі) він не дав: уперше, коли ми переступили заповідь у раю Бут. 3; в іншій, коли під час законодавства злили тільця Вих. 32 і славу Бога проміняли «на зображення вола, що їсть траву» Пс. 105:20; у третій, коли просили (на розп'яття) Спасителя та Господа, говорячи: немає в нас царя, крім кесаря Ін. 19:15.
- «Я третій рік приходжу шукати плоду» - крім наведених вище значень, під трьома роками можна розуміти: три Закони, через які Господь приходить до людей: природний, Мойсеїв і духовний. Чиєї душі не покращать ці три закони, той уже не залишається на подальший час, оскільки Бог не може обманюватися відстрочками; три віки людини: юність, мужність та старість.
- «Виноградар» — Син Божий (Христос), що з'явилася в тілі для того, щоб піклуватися та очистити виноградник.

## Тлумачення притчі
Цією притчею Ісус Христос нагадує нам, що всіх тих, хто не приносить плодів за своє життя, чекає суд, на якому його може чекати доля «зрубаного дерева».
Усяке ж дерево, що доброго плоду не родить, зрубується та в огонь укидається. (Матвія 7:19, переклад Огієнко)
Фігове дерево, яке три роки не плодоносить, пан наказує своєму виноградарю зрубати. Цей просить дати дереву ще одну нагоду, ще рік життя. Так само всім невіруючим Бог дає шанс впродовж якогось часу, щоб покаятися і принести плоди, тобто увірувати.
У всіх, хто починає вірити у Спасителя і Господа Бога нашого Ісуса Христа, починає сповідувати і визнавати християнську мораль і прилучається до Церкви Божої, наступає не тільки, так звана, психологічна ломка, а наступають видимі переміни у житті. Якщо ж цього не наступає у якоїсь людини – невіруючої, то її чекає суд і вічна смерть, як це фігове дерево, котре збираються зрубати.
Богослов Вільям Барклі вважає, що ця притча вчить також і про те, що ті, хто тільки беруть від життя, не можуть мати благословення. Смоковниця витягувала з землі сили та засоби до життя, але вона не приносила жодних плодів. І це був її гріх. Зрештою, всіх людей можна розділити на тих, хто бере від життя більше, ніж вкладає в неї, і тих, хто вкладає в неї більше, ніж від неї бере.

## Дивіться також
- Проклін смоковниці